# Madrina Denuga
Madrina Denuga – nauruańska lekkoatletka.
13 grudnia 1993 roku wystartowała w Miniigrzyskach Południowego Pacyfiku w rzucie oszczepem. Zajęła jednak ostatnie, 8. miejsce z wynikiem 19,98 m.
Denuga była rekordzistką kraju w pchnięciu kulą i rzucie dyskiem. Jest rekordzistką Nauru w rzucie oszczepem starego typu.

## Rekordy życiowe
- Rzut oszczepem (stary model) – 31,60 m (31 stycznia 1994, Meneng), rekord Nauru do momentu zmiany modelu oszczepu[4]
- Pchnięcie kulą – 8,56 m (31 stycznia 1994), były rekord Nauru[2]
- Rzut dyskiem – 30,43 m (31 stycznia 1994, Meneng)[3], były rekord Nauru[5]